# Charles Péguy

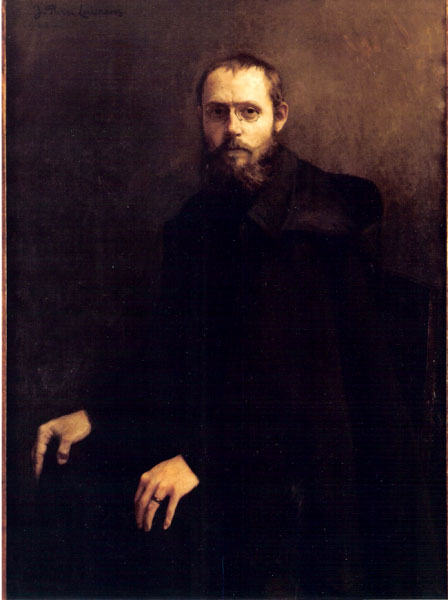
Charles Péguy

Charles Pierre Péguy (* 7. Januar 1873 in Orléans; † 5. September 1914 bei Villeroy) war ein französischer Schriftsteller, der auch unter den Pseudonymen Pierre Deloire und Pierre Baudouin veröffentlichte.

## Leben
Péguy wurde als Sohn eines Tischlers und einer Stuhlflickerin geboren. Da der Vater Désiré früh starb, wuchs der Junge bei Mutter und Großmutter, einer analphabetischen Bäuerin, auf. Zuerst besuchte er die Volksschule in Orléans, dann als Stipendiat das dortige Gymnasium und schließlich das Lycée Lakanal in Sceaux. Das Abitur absolvierte er mit sehr gutem Erfolg, im November 1892 trat er seinen Militärdienst in Orléans an. Da er Halbwaise war, war dieser auf ein Jahr begrenzt. Nach einer im Juli 1894 erworbenen „Licence“ in Philosophie schaffte Péguy im dritten Versuch die Aufnahmeprüfung für die École normale supérieure. Hier beeindruckten ihn die Lehrer Romain Rolland und Henri Bergson. Péguy brach das Studium im August 1898 jedoch ab, weil er die Agrégation nicht bestanden hatte. Er verzichtete danach auf eine Universitätslaufbahn und wurde Buchhändler und Schriftsteller.
1895 wurde er Mitglied der Sozialistischen Partei. 1897 erschien unter Pseudonym sein erstes Drama Jeanne d’Arc. Er gründete mit Freunden in Paris die Buchhandlung Librairie Georges Bellais. In der Dreyfus-Affäre schloss er sich der von Émile Zola in J’accuse formulierten Kritik an. 1899 trat er aus der Sozialistischen Partei wieder aus. Die Kluft zwischen Arm und Reich galt ihm nun als unüberbrückbar, auch nicht durch Aufstiegsbestrebungen. Er selbst hielt es mit dem „Volk“, einem der Kernbegriffe seines Denkens und Schreibens: „Weg mit den Polstersesseln, einen Holzschemel unter den Hintern!“
Im Jahr 1900 gründete Péguy die Zeitschrift Cahiers de la quinzaine. Ein Jahr später begann die Freundschaft mit Jacques Maritain. 1906 wandte sich Péguy wieder dem Katholizismus zu. In der Folge wurden in seinem Werk auch nationalistische Töne deutlicher.
1914 fiel Péguy als Leutnant der Reserve im französischen Infanterieregiment Nr. 276 durch einen feindlichen Kopfschuss kurz vor Beginn der Marneschlacht. Er ist auf dem Soldatenfriedhof in Chauconin-Neufmontiers bestattet.
Das Werk von Charles Péguy, zumal seine Kritik der Fortschrittsideologie, lesen französische Philosophen, Soziologen und Literaten in jüngster Zeit mit neuer Aufmerksamkeit, darunter Alain Badiou, Alain Finkielkraut und Bruno Latour.
Der 1989 angelegte Pariser Square Charles Péguy trägt seinen Namen.

## Werke
- Jeanne d’Arc. 1897
- Notre patrie. 1905
- Clio. Dialogue de l’histoire et de l’âme païenne. 1909
- Le mystère de la charité de Jeanne d’Arc. 1910
- Victor-Marie, Comte Hugo. Solvuntur objecta. 1910
- Notre jeunesse. 1910
- Le porche du mystère de la deuxième vertu. 1911
- Le mystère des Saints Innocents. 1912.
  - Oratorium, Vertonung Henry Barraud; für Orchester, Bariton, Rezitativ, 1946
- L’argent, L’argent suite. 1913
  - Das Geld. Übers. Alexander Pschera. Matthes & Seitz, Berlin 2017, ISBN 3-95757-317-3
- Ève. 1913